# 亨利多夫
亨利多夫（法語：Henridorff，法語發音：[ɑ̃ʁidɔʁf]）是法国摩泽尔省的一个市镇，属于萨尔堡-萨兰堡区。

## 地理
亨利多夫（48°44'1"N, 7°12'37"E）面积7.31 平方千米，位于法国大東部大區摩泽尔省，该省份为法国东北部内陆省份，是洛林的一部分，西南接默尔特-摩泽尔省，东临下莱茵省，北与卢森堡和德国接壤。
与亨利多夫接壤的市镇（或旧市镇、城区）包括：阿尔兹维莱尔、布鲁维莱尔、达内尔堡、加尔堡、吕策尔堡、米泰尔布龙、圣让库尔策罗德、圣路易、瓦尔唐堡。

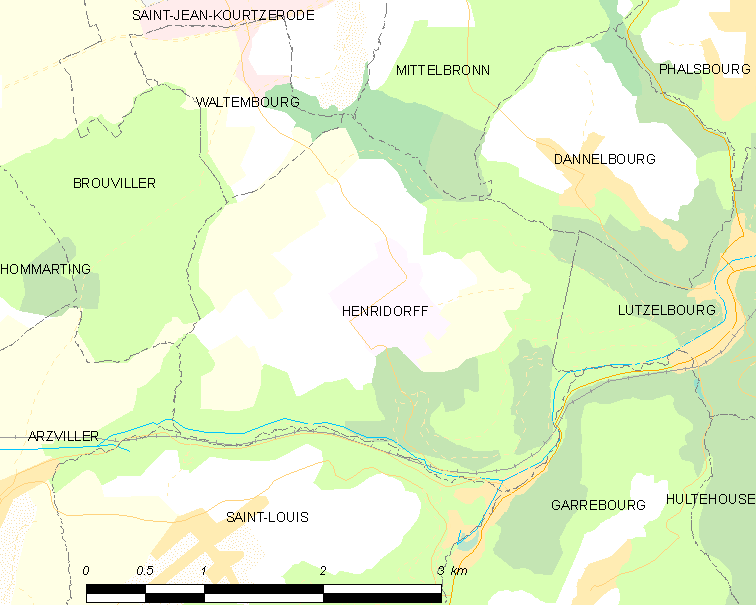
亨利多夫的OSM定位图

亨利多夫的时区为UTC+01:00、UTC+02:00（夏令时）。

## 行政
亨利多夫的邮政编码为57820，INSEE市镇编码为57315。

## 政治
亨利多夫所属的省级选区为法尔斯堡县。

## 人口

1962-2008年间亨利多夫人口变化图示

亨利多夫于2022年1月1日时的人口数量为705人。